# Thinophilus ruficornis
Thinophilus ruficornis är en tvåvingeart som först beskrevs av Alexander Henry Haliday 1838.  Thinophilus ruficornis ingår i släktet Thinophilus och familjen styltflugor. Arten är reproducerande i Sverige. Inga underarter finns listade i Catalogue of Life.